# Bromley Football Club
Bromley Football Club é um clube de futebol da Inglaterra com sede em Bromley, borough da região administrativa da Grande Londres. Fundado em 1892, disputa a National League, equivalente à quinta divisão do futebol inglês.[carece de fontes?]

## Títulos
|  | Competição            | Títulos | Temporadas                                   |
|  | --------------------- | ------- | -------------------------------------------- |
|  | National League South | 1       | 2014–15                                      |
|  | Spartan League        | 1       | 1907–08                                      |
|  | Isthmian League       | 4       | 1908–09, 1909–10, 1953–54 e 1960–61          |
|  | Athenian League       | 3       | 1922–23, 1948–49 e 1950–51                   |
|  | FA Amateur Cup        | 3       | 1910–11, 1937–38 e 1948–49                   |
|  | London Senior Cup     | 5       | 1909–10, 1945–46, 1950–51, 2002–03 e 2012–13 |

## Elenco
Última atualização: 20 de junho de 2021.